# Typhlonectidae
Typhlonectidae là một họ động vật lưỡng cư trong bộ Gymnophiona. Họ này có 13 loài.

## Phân loại học
Họ Typhlonectidae gồm các chi loài sau:
- Chi Atretochoana, Nussbaum & Wilkinson, 1995
  - Atretochoana eiselti
- Chi Chthonerpeton, Peters, 1880
  - Chthonerpeton arii
  - Chthonerpeton braestrupi
  - Chthonerpeton exile
  - Chthonerpeton indistinctum
  - Chthonerpeton noctinectes
  - Chthonerpeton onorei
  - Chthonerpeton perissodus
  - Chthonerpeton viviparum
- Chi Nectocaecilia, Taylor, 1968
  - Nectocaecilia petersii
- Chi Potomotyphlus, Taylor, 1968
  - Potomotyphlus kaupii
- Chi Typhlonectes, Peters, 1880
  - Typhlonectes compressicauda
  - Typhlonectes natans

## Hình ảnh

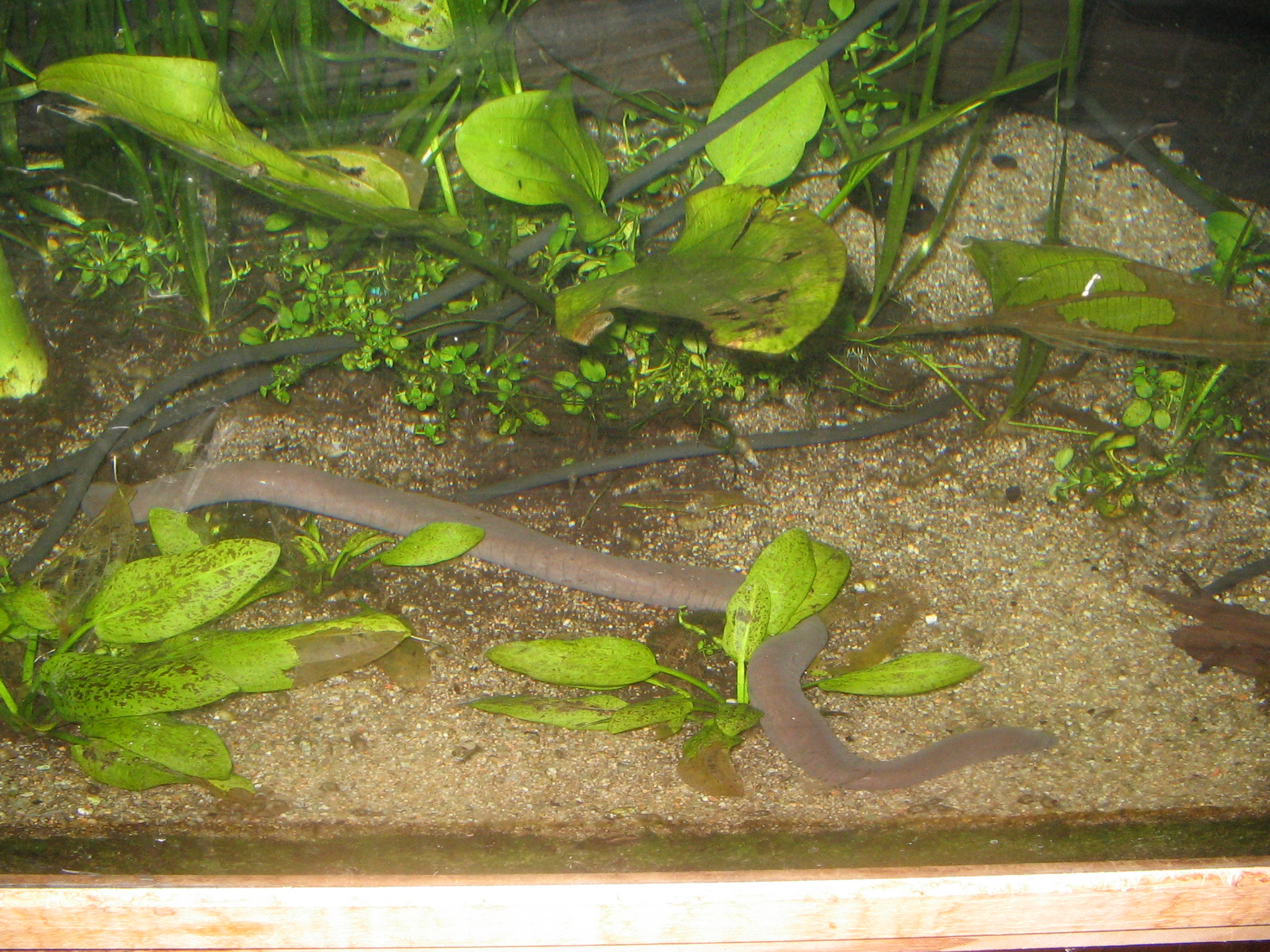
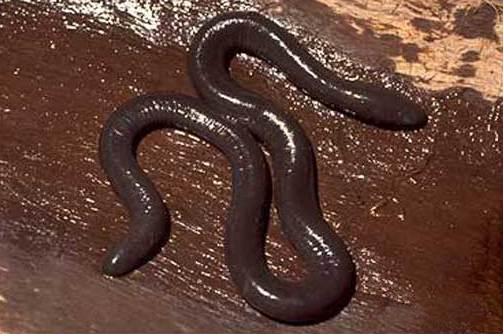
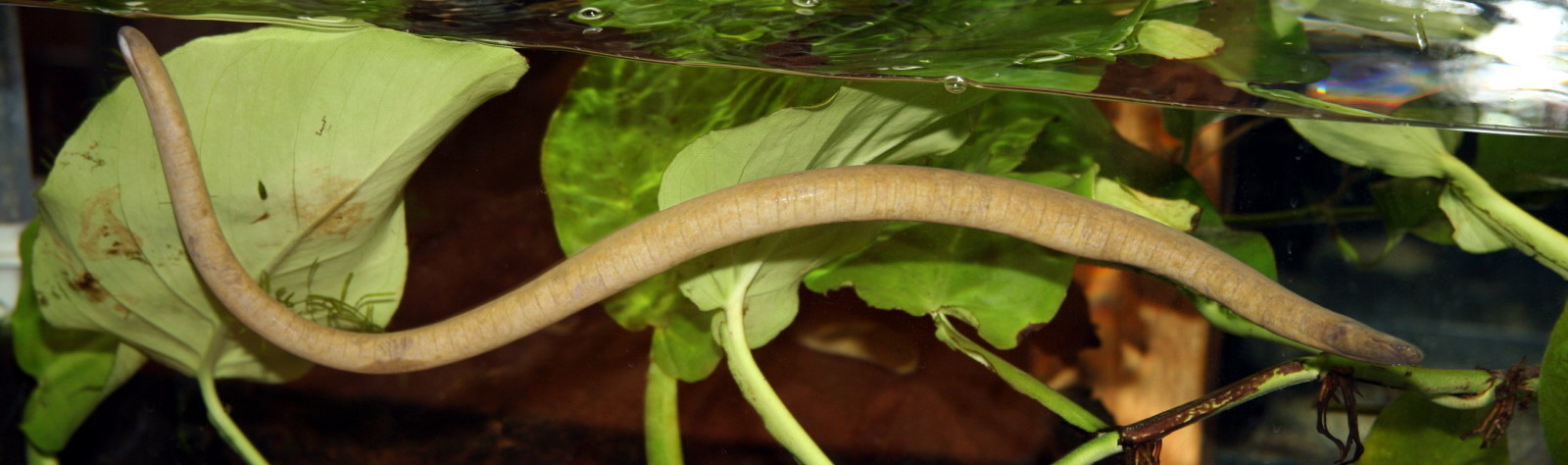
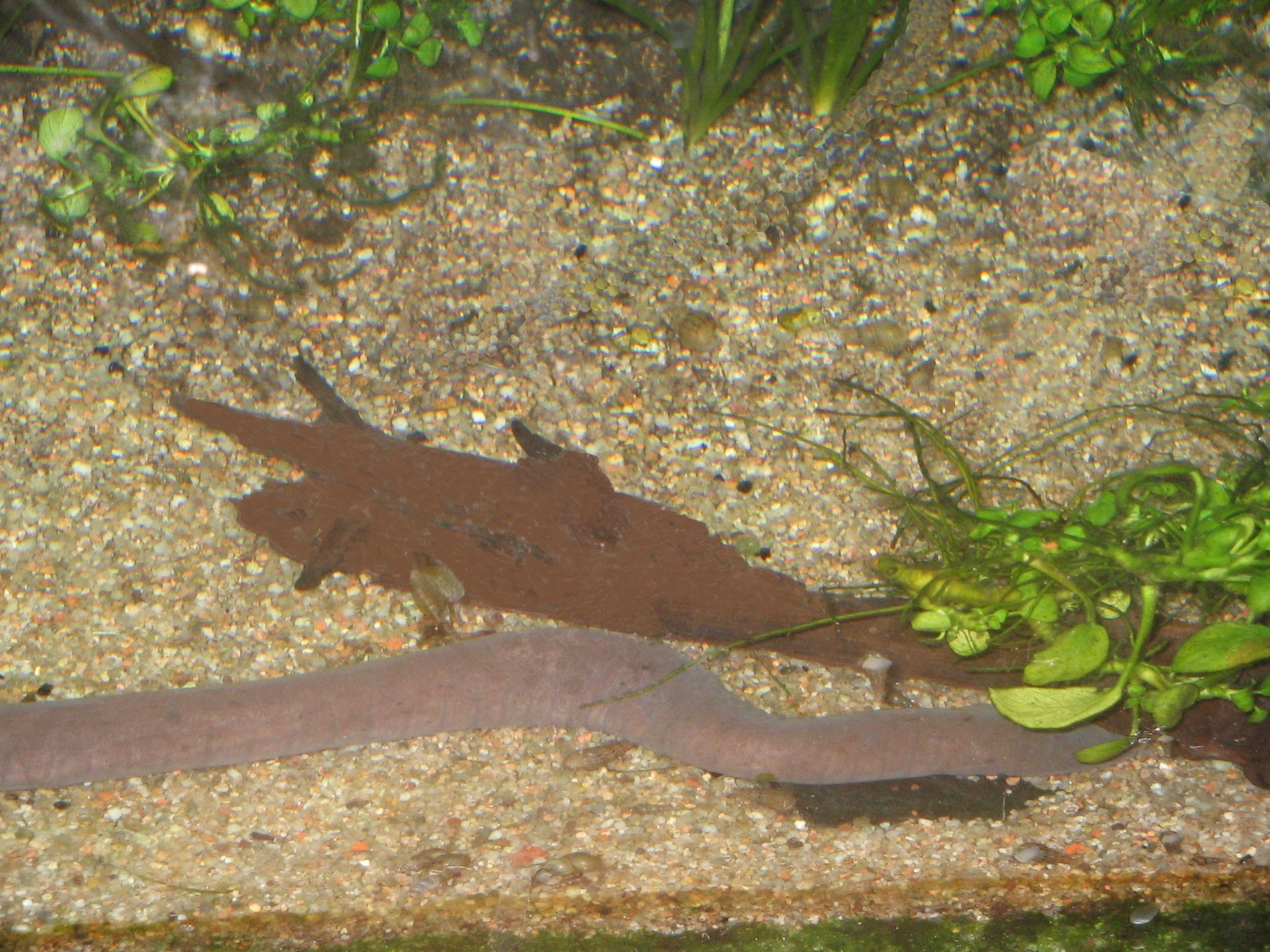